# Nitro Química
Nitro Química é uma empresa química brasileira, foi fundada em 1935 e tem sede em São Paulo.
Ela foi construída no bairro de São Miguel Paulista e próxima ao Rio Tietê e ao lado da ferrovia que hoje é a Linha 12 Safira, a região foi escolhida devido ao rio que passa atrás da área onde fica a companhia, a ferrovia que passa ao lado e ao baixíssimo custo dos terrenos na região na época.
No seu inicio o principal produto era o Raiom para a indústria têxtil, porém com o passar dos anos a Nitro Química foi diversificando seus produtos, como a produção de ácido sulfúrico e nitrocelulose.
A empresa esta dividia em três setores: Especialidades Químicas, Químicos Industriais e Agronegócio.

## História
Ela foi fundada em 11 de setembro de 1935 José Ermírio de Moraes, Horácio Lafer e Wolf Klabin, seu nome inicial era Companhia Nitro Química Brasileira.
Para formar a fabrica, foram importados dos Estados Unidos, cerca de 18.000 toneladas de máquinas, equipamentos e estruturas e vindas de uma antiga companhia química chamda de Turbize Chatillion que encerrou suas operações no estado da Virginia com a crise de 1929, o governo federal brasileiro na época suspendeu taxas de importação dos equipamentos para montar a fábrica, devido criação do empreendimento ser considerado estratégico para o Brasil.
Após dois anos de construção, a fabrica começou a funcionar em 26 de abril de 1940, na inauguração teve como ilustre visita o presidente da republica Getúlio Vargas.
Em seus primeiros anos de operação, fabricava fibras artificiais e que tinha como objetivo final a produção do raiom.
Pouco tempo após o inicio de suas operações, a Nitro Química se tornou uma das empresas mais lucrativas do Brasil.
Em 1946 já possuía 5.000 empregados, numero que seria dobrado poucos anos depois.
A partir da década de 1950, a nitrocelulose passou a ser o carro-chefe da empresa, o crescimento da indústria nacional e em especial o de embalagem e o automotivo foram primordiais para o crescimento da Nitro Química do longo das próximas décadas.
Em 1955, expandiu sua fabrica para produzir novos produtos como: Dissulfeto de carbono, soda, ácido sulfúrico entre outros.
Em 1957, uma grande greve paralisou toda a empresa, este evento foi chamado de "Batalha de São Miguel".
Em 1966, quase um terço de seus funcionários foram demitidos, devido uma crise passada pela empresa, devido ao seu fracasso em seu plano de expansão. Mesmo com essas adversidades, a companhia conseguiu se manter e permanecer como um grande local produtivo na cidade de São Paulo.
A partir da década de 1990, a organização começou a perder relevância e importância econômica que teve durante as décadas anteriores.
No inicio dos anos 2000, começou a se internacionalizar e exportar seus produtos pelo mundo.
Em 2006, inaugurou uma nova fabrica no mesmo local e ampliou a produção de nitrocelulose.
Em 2010, a Nitro Química faturou 270 milhões de reais.
Em 2011, após mobilização de moradores da região de São Miguel Paulista, o CONPRESP tombou partes da fábrica como patrimônio histórico da cidade de São Paulo em maio de 2012. Ainda em 2011 no mês de novembro, o Grupo Votorantim vendeu a Nitro Química para o fundo de investimento brasileiro Faro Capital.
A venda da Nitro Química, marcou na época a saída do Grupo Votorantim do setor químico.
Em outubro de 2016 comprou nos Estados Unidos a companhia Alchemix Corporation e atua em soluções químicas a base de nitrocelulose.
Em 2017, adquiriu uma empresa química no Uruguai.
Em 2019 começou a atuar no ramo de soluções para agricultura, ao comprar a empresa MCM – Química Industrial em Cesário Lange em São Paulo e que produzem sulfatos e óxidos de cobre e zinco, no mesmo ano comprou a "Fast Agro" na cidade de Rondonópolis no Mato Grosso e que atua em fisiologia e nutrição vegetal.
Em 2020, teve faturamento de 1,1 bilhão de reais.
Em fevereiro de 2021, adquiriu a companhia de biodefensivos Biocontrol na cidade de Sertãozinho em São Paulo.
No ano de 2023, a Nitro formou três joint ventures ou parcerias no mês de julho, fez uma joint venture com o pesquisador e biólogo Heraldo Negri na empresa Vivus com sede na cidade de Piracicaba e que atua no setor de biodefensivos, a Nitro investirá 80 milhões de reais na operação,agosto de 2023, se uniu com a empresa Bem da Terra na companhia NBT e que produz de defensivos biológicos e em setembro, formou mais uma associação, dessa vez com a startup Regenera Moléculas do Mar e que atua na bioprospecção de fungos e bactérias e que atuam no ambiente marinho do litoral brasileiro.